# Banding Agung (Madang Suku III)
Banding Agung is een bestuurslaag in het regentschap Ogan Komering Ulu van de provincie Zuid-Sumatra, Indonesië. Banding Agung telt 767 inwoners (volkstelling 2010).